# Gilda (film)
Gilda è un film noir del 1946 diretto da Charles Vidor.
Presentato in concorso al Festival di Cannes 1946, nel 2013 è stato scelto per essere conservato nel National Film Registry della Biblioteca del Congresso degli Stati Uniti d'America.

## Trama

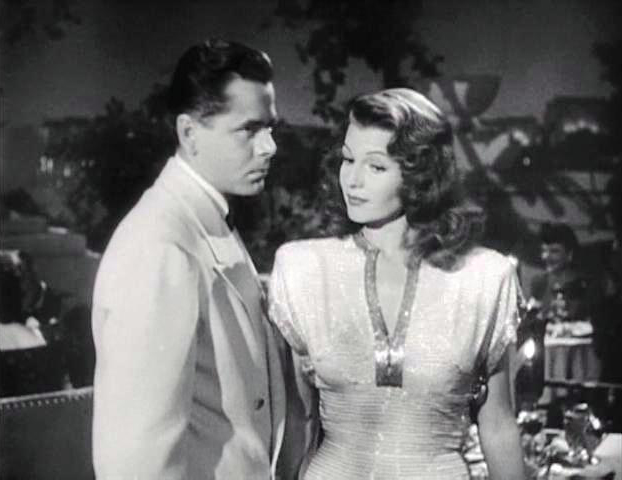
Glenn Ford e Rita Hayworth in una scena del film

Buenos Aires, 1945: lo scaltro giocatore e baro Johnny Farrell viene assunto da Ballin Mundson, proprietario di una bisca di lusso, e diventa il suo braccio destro. Al ritorno da un viaggio, Ballin torna accompagnato da Gilda, la donna che ha appena sposato. L'incontro tra Johnny e Gilda è piuttosto freddo; i due sembrano conoscersi, ma non lo danno a vedere. L'irrequieta Gilda sa di essere stata comprata dal marito, ma non riesce a comportarsi secondo le regole; spesso Johnny è incaricato di seguirla e ricondurla al dovere. L'odio tra i due rivela un precedente rapporto d'amore deluso. Durante la festa del carnevale un uomo viene assassinato nel locale. Ballin fugge inseguito dalla polizia e mette in scena la sua morte: ha bisogno di sparire per un po' di tempo. Johnny, convinto della sua morte, sposa Gilda, beneficiaria del testamento, ed assume le redini dell'organizzazione che si occupa, tra l'altro, del monopolio del tungsteno. Gilda appare finalmente felice, ma Johnny la trascura e le rende la vita impossibile, tanto da spingerla a fuggire a Montevideo. Lei cerca di ottenere l'annullamento del matrimonio, ma Johnny non ne vuole sapere: è un insanabile rapporto di odio-amore. Nel frattempo il locale viene chiuso dalla polizia e Johnny decide di collaborare, consegnando ad un commissario i documenti di Ballin sul monopolio illegale del tungsteno. Gilda vuole lasciare Buenos Aires una volta per tutte e Johnny decide di seguirla per ricominciare una nuova vita insieme. Ma riappare Ballin, intenzionato ad ucciderli perché lo hanno tradito. Proprio mentre sta per farlo, è colpito a morte dall'addetto ai bagni del locale, molto amico di Johnny. Ora Gilda e Johnny sono liberi di partire per proseguire la loro storia d'amore.

## Produzione

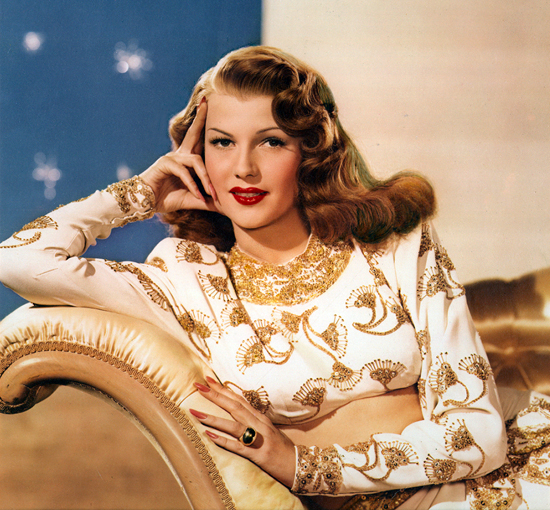
Rita Hayworth con l'abito di scena per la canzone Amado Mio

Secondo dei tre film interpretati da Rita Hayworth in coppia con Glenn Ford sotto la direzione di Charles Vidor (gli altri due sono Seduzione del 1940 e Gli amori di Carmen del 1948), Gilda fu costruito essenzialmente come veicolo di rilancio per Rita Hayworth, rimasta ferma due anni per maternità (nel 1944 era nata Rebecca dal suo matrimonio con Orson Welles).
La lavorazione del film fu costellata da continui litigi tra Harry Cohn, boss della Columbia e follemente geloso di Rita, e il regista Charles Vidor, che arrivò a chiedere in tribunale la rescissione del contratto che lo legava alla casa di produzione americana.
Elemento chiave del film sono i numeri di danza di Rita, creati dal coreografo Jack Cole, che s'ispirò alle performance di una vera spogliarellista. Le canzoni Amado Mio e Put the Blame on Mame (Da' la colpa a Mame), quest'ultima eseguita nella famosa scena dello "spogliarello" con i guanti, furono doppiate dalla voce di Anita Ellis, ma rimasero comunque indissolubilmente legate al nome e alla figura di Rita Hayworth.
Le scene più celebri, rimaste nella memoria collettiva, sono la prima inquadratura in cui compare Gilda, quando Mundson le chiede «Sei presentabile?» e lei rovescia la testa all'indietro rispondendo «Io? Sono presentabile.», il già citato numero musicale con l'abito senza spalline e i guanti lunghi e, infine, la scena dello schiaffo.

## Promozione

### Tagline
There never was a woman like Gilda! (Non c'era mai stata una donna come Gilda!)

## Distribuzione
Gilda uscì nei cinema italiani il 4 giugno 1948.

## Doppiaggio
Il doppiaggio italiano fu eseguito presso la Fono Roma con la partecipazione della CDC. I dialoghi erano di Giuseppe Orioli, mentre Sandro Salvini faceva da direttore del doppiaggio. Nel 1978 il film fu ridoppiato con nuove voci italiane per essere trasmesso in TV. La nuova edizione italiana fu registrata in assenza della colonna internazionale, perciò le musiche e gli effetti sonori sovrapposti ai dialoghi risultano ora modificati rispetto all'audio inglese e a quello italiano d'epoca. La direzione del nuovo doppiaggio venne affidata a Ferruccio Amendola. Nel 2018 la pellicola è uscita per la prima volta in DVD col doppiaggio originario.

## Accoglienza

### Incassi
Nonostante l'enorme successo di pubblico (nelle prime visioni americane Gilda guadagnò $3.000.000), la critica italiana fu abbastanza severa nel giudicare il film.

### Critica
Tra forzature (lo scontro per il controllo di un improbabile monopolio del tungsteno) e poco credibili espedienti narrativi (le circostanze casuali in cui viene a comporsi il triangolo affettivo alla base del film), Gilda ripercorre molti dei luoghi del noir, a cominciare dalla voce fuori campo (quella del personaggio interpretato da Ford) cui è affidato il compito di accompagnare lo spettatore attraverso la vicenda. Come in altri film coevi dello stesso genere (Detour, La signora di Shanghai, La fiamma del peccato), il suo ruolo di razionale ed oggettiva riproduzione dei fatti entra in conflitto con l'immagine del narratore che emerge dalle immagini, introducendo nella visione elementi di spaesamento e precarietà. Progressivamente, Johnny rivela una personalità disturbata, con elementi di misoginia, sadomasochismo, probabili pulsioni omosessuali.
Il tema della latente omosessualità del protagonista che spesso, in tempi di Codice Hays, trovava espressione sotto forma di comportamenti misogini, resta controverso. Glenn Ford sostenne di essere stato perfettamente consapevole, con George Macready, di dover "interpretare due omosessuali", ma fu smentito dal regista.
Le circostanze e le responsabilità del disastroso fallimento della precedente relazione tra Gilda e Johnny restano avvolte nel mistero. Quest'ombra di un passato, ignoto allo spettatore, che grava sulle psicologie e sui comportamenti dei personaggi è un altro elemento ricorrente del noir. Come l'ambientazione in paesi esotici o lontani (in questo caso l'Argentina), «in atmosfere equivoche o sensuali, dove l'eroe occidentale affonda nello smarrimento e nella tentazione della perdita di sé». Fondamentale nella creazione di queste atmosfere è la bella fotografia di Rudolph Maté, che peraltro si sarebbe cimentato nel "noir" anche come regista (soprattutto in Due ore ancora).

#### La dark lady

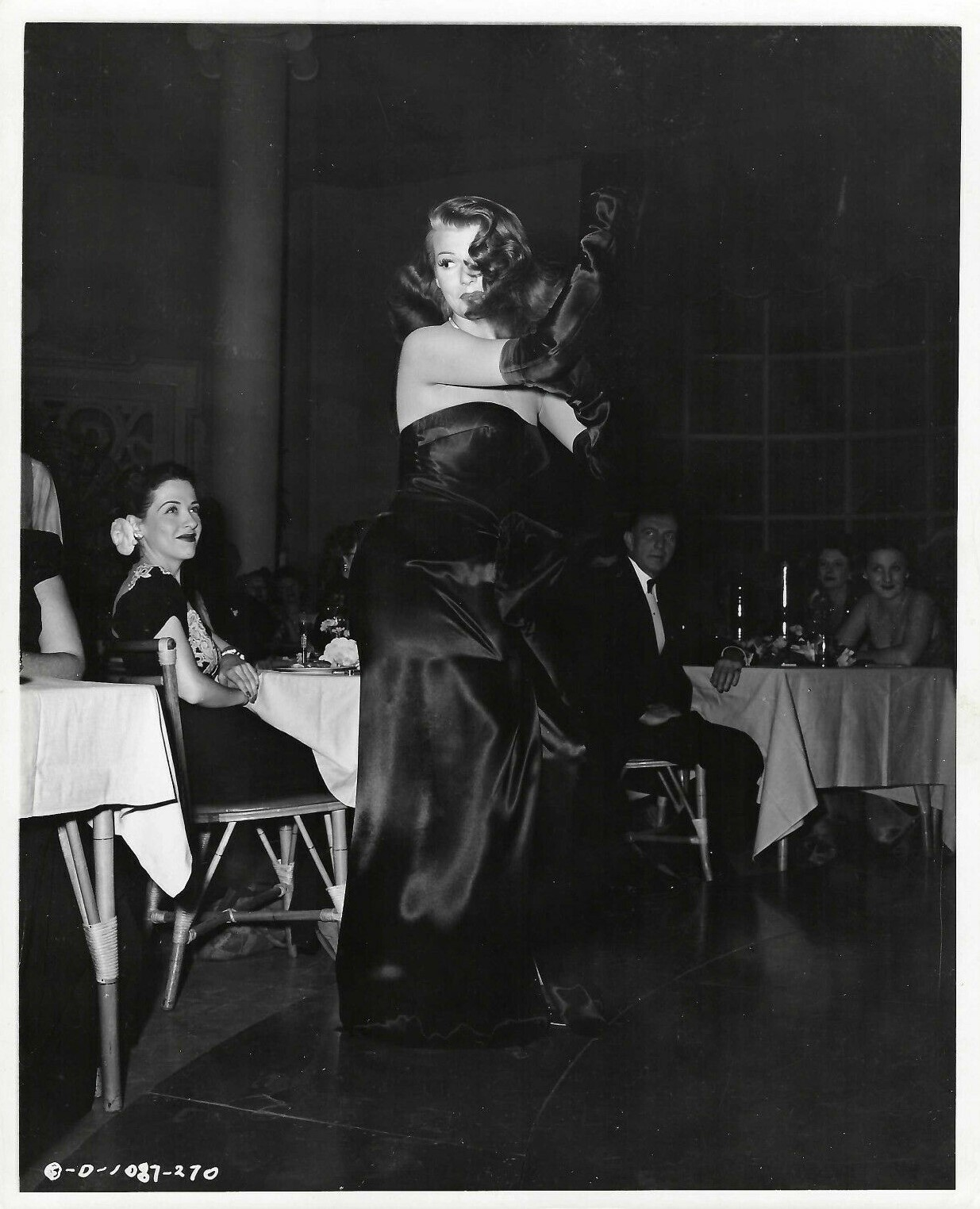
Rita Hayworth canta Put the blame on Mame con l'abito di Jean Louis

«...una donna, perché sembra una cosa e all'improvviso, sotto i tuoi occhi, ne diventa un'altra, completamente diversa.» Così, in uno dei tanti dialoghi ambigui ed allusivi che punteggiano il film, si esprime Johnny, per denotare il genere sessuale del bastone da passeggio che l'amico Ballin porta sempre con sé, oggetto all'apparenza innocuo, ma munito al suo interno di una micidiale lama di acciaio.
La figura della "dark lady", spregiudicata, infedele, dannatrice è forse il carattere più tipico e popolare del noir. Tuttavia, come nota il critico cinematografico Renato Venturelli, non è infrequente il caso di ritratti femminili la cui ambiguità è solo il prodotto di un distorto sguardo maschile. È così anche per Gilda. La sua ricerca di libertà, i suoi atteggiamenti provocatori, i suoi tradimenti, rappresentano un tentativo di risolvere il conflitto tra la persona reale e la maschera di oggetto del desiderio che le è stata imposta. Rivelatore, al proposito, lo strip-tease, avvolto in un'atmosfera onirica, in cui, mentre canta (peraltro doppiata, come in tutti gli altri pezzi musicali del film) Rita scatena la fantasia di pubblico e spettatori, pur togliendosi un solo guanto.
A partire dagli avvenimenti legati alla carriera dell'attrice, la cui immagine, dal cambiamento del nome, sino al colore e all'attaccatura dei capelli, fu costruita a tavolino dagli studios (soprattutto la Columbia Pictures), inevitabilmente, nel personaggio di Gilda sono stati individuati riferimenti a Hollywood, come macchina per la produzione dei sogni, e allo star-system.
Fu il primo ruolo drammatico dell'attrice, che, negli anni successivi, non riuscì più a sottrarsi al personaggio della femme fatale; dal successivo La signora di Shanghai, diretto nel 1947 dal marito Orson Welles, continuando con Gli amori di Carmen del 1948 (ancora Charles Vidor) e con Trinidad del 1952, diretto da Vincent Sherman.

## Influenza culturale
Il racconto Amado mio di Pierpaolo Pasolini prende il titolo dall'omonima canzone cantata da Gilda nel film. È presente nel racconto anche una descrizione di una proiezione del film in un cinema all'aperto presso Caorle.
Nel film Le ali della libertà del 1994 diretto da Frank Darabont tutti i detenuti sono fan del film Gilda e durante la proiezione attendono con ansia la scena in cui l'attrice rovescia la testa all'indietro sulla battuta Io? Sono presentabile?.